# Euphorbia violacea
Euphorbia violacea là một loài thực vật có hoa trong họ Đại kích. Loài này được Greenm. mô tả khoa học đầu tiên năm 1898.